# Helena Kovačić
Helena Kovačić (Split) je hrvatska kazališna i televizijska glumica.

## Filmografija

### Televizijske uloge
- "Zora dubrovačka" kao Dubravka (2013.)
- "Operacija Kajman" kao plavuša #2 (2007.)
- "Zauvijek susjedi" kao Ana (2007.)
- "Cimmer fraj" kao unuka (2007.)

## Vanjske poveznice
- Helena Kovačić u internetskoj bazi filmova IMDb-u (engl.)
- Stranica na Kazalište-Dubrovnik.hr  Arhivirana inačica izvorne stranice od 30. prosinca 2010. (Wayback Machine)